# Metallica-diszkográfia
A Metallica nevű amerikai metal együttes diszkográfiája 10 stúdióalbumból és számos egyéb kiadványból áll. Az együttes az 1980-as években a thrash metal stílus egyik úttörője volt. Az 1991-es, "Fekete album"-nak is nevezett Metallica című lemezzel váltottak, és a nagyközönség számára is befogadhatóbb dalokat kezdtek írni, ami multiplatina lemezmilliomos előadóvá és a legnépszerűbb metal zenekarrá tette a Metallicát. Az 1990-es években megjelent Load/ReLoad albumokkal az alternatív metal vizére eveztek. 2003-ban a St. Anger című zajos garázslemez a Metallica történetének mélypontján készült el, öt évvel később viszont a Death Magnetic albumon visszanyúltak saját thrash metal gyökereikhez.
A Metallica 1983-as bemutatkozó albuma a Megaforce Records első kiadványa volt. Az 1984-es Ride the Lightning is először a Megaforce kiadásában jelent meg júliusban, de az album underground sikere nyomán egy kiadóváltást követően az Elektra novemberben újból kiadta. Ettől kezdve a Metallica albumai az Elektránál jelentek meg egészen 2008-ig, amikor a csapat átkerült a Warner Bros. Recordshoz. 2012-ben lejárt a Warnerrel kötött szerződés, és a zenekar megalapította saját független kiadóját Blackened Recordings néven.

## Nagylemezek

### Stúdióalbumok
| Évszám | Albuminformáció                                                                 | Legjobb listás helyezés | Legjobb listás helyezés | Legjobb listás helyezés | Legjobb listás helyezés | Legjobb listás helyezés | Legjobb listás helyezés | Legjobb listás helyezés | Legjobb listás helyezés | Legjobb listás helyezés | Legjobb listás helyezés | Eladott példányszám             | Eladási minősítések |
| Évszám | Albuminformáció                                                                 | US                      | AUS                     | CAN                     | FIN                     | GER                     | NOR                     | NZ                      | SWE                     | SWI                     | UK                      | Eladott példányszám             | Eladási minősítések |
| --- | ------------------------------------------------------------------------------- | ----------------------- | ----------------------- | ----------------------- | ----------------------- | ----------------------- | ----------------------- | ----------------------- | ----------------------- | ----------------------- | ----------------------- | ------------------------------- | --- |
| 1983 | Kill ’Em All - Megjelenés: 1983. július 25. - Kiadó: Megaforce                  | 66                      | 55                      | —                       | 12                      | 58                      | —                       | —                       | 28                      | 65                      | 142                     |                                 | - RIAA: 3× platina - ARIA: platina - BPI: arany - MC: platina |
| 1984 | Ride the Lightning - Megjelenés: 1984. július 27. - Kiadó: Megaforce            | 48                      | 38                      | —                       | 9                       | 47                      | 40                      | 32                      | 22                      | 78                      | 87                      | - US: 4,334,000                 | - RIAA: 6× platina - ARIA: platina - BPI: arany - MC: platina |
| 1986 | Master of Puppets - Megjelenés: 1986. március 3. - Kiadó: Elektra               | 29                      | 33                      | 52                      | 7                       | 31                      | 30                      | 33                      | 14                      | 18                      | 41                      | - US: 3,500,000 - FIN: 57,647   | - RIAA: 6× platina - ARIA: platina - BPI: platina - IFPI FIN: platina - MC: 6× platina - RMNZ: platina |
| 1988 | …And Justice for All - Megjelenés: 1988. augusztus 25. - Kiadó: Elektra         | 6                       | 16                      | 13                      | 8                       | 5                       | 8                       | 36                      | 5                       | 7                       | 4                       | - US: 4,000,000 - FIN: 51,051   | - RIAA: 8× platina - ARIA: 2× platina - BPI: arany - BVMI: arany - IFPI FIN: platina - IFPI NOR: platina - IFPI SWI: platina - MC: 3× platina - RMNZ: platina                                                        |
| 1991 | Metallica - Megjelenés: 1991. augusztus 12. - Kiadó: Elektra                    | 1                       | 1                       | 1                       | 4                       | 1                       | 1                       | 1                       | 4                       | 1                       | 1                       | - US: 16,300,000 - FIN: 112,856 | - RIAA: 16× platina (Diamond) - ARIA: 12× platina - BPI: 2× platina - BVMI: platina - IFPI FIN: 3× platina - IFPI NOR: 4× platina - IFPI SWE: 4× platina - IFPI SWI: 4× platina - MC: Diamond de - RMNZ: 12× platina |
| 1996 | Load - Megjelenés: 1996. június 4. - Kiadó: Elektra                             | 1                       | 1                       | 1                       | 1                       | 1                       | 1                       | 1                       | 1                       | 1                       | 1                       | - US: 5,088,000 - FIN: 84,384   | - RIAA: 5× platina - BPI: arany - BVMI: platina - IFPI FIN: platina - IFPI NOR: platina - IFPI SWE: platina - MC: 4× platina                                                                                         |
| 1997 | ReLoad - Megjelenés: 1997. november 18. - Kiadó: Elektra                        | 1                       | 2                       | 2                       | 1                       | 1                       | 1                       | 1                       | 1                       | 1                       | 4                       | - US: 4,036,000 - FIN: 45,271   | - RIAA: 4× platina - ARIA: 2× platina - BPI: arany - BVMI: platina - IFPI FIN: platina - IFPI SWE: platina - IFPI SWI: platina - MC: 2× platina                                                                      |
| 2003 | St. Anger - Megjelenés: 2003. június 5. - Kiadó: Elektra                        | 1                       | 1                       | 1                       | 1                       | 1                       | 1                       | 1                       | 1                       | 2                       | 3                       | - US: 2,000,000 - FIN: 35,725 - | - RIAA: 2× platina - ARIA: 2× platina - BPI: arany - BVMI: 2× platina - IFPI FIN: platina - IFPI NOR: platina - IFPI SWE: platina - IFPI SWI: platina - MC: 2× platina - RMNZ: 2× platina                            |
| 2008 | Death Magnetic - Megjelenés: 2008. szeptember 12. - Kiadó: Warner Bros.         | 1                       | 1                       | 1                       | 1                       | 1                       | 1                       | 1                       | 1                       | 1                       | 1                       | - US: 2,000,000 - FIN: 79,415   | - RIAA: 2× platina - ARIA: 3× platina - BPI: platina - BVMI: 3× platina - IFPI FIN: 3× platina - IFPI SWE: 3× platina - IFPI SWI: platina - MC: 4× platina - RMNZ: platina                                           |
| 2016 | Hardwired… to Self-Destruct - Megjelenés: 2016. november 18. - Kiadó: Blackened | 1                       | 1                       | 1                       | 1                       | 1                       | 1                       | 1                       | 1                       | 1                       | 2                       | - WW: 3,500,000                 | - RIAA: platina - ARIA: arany - BPI: arany - BVMI: 3× arany - MC: platina - RMNZ: arany |
| A "—" azt jelenti, hogy az album az adott országban nem került fel a lemezeladási listára, vagy nem került kiadásra. |                                                                                 |                         |                         |                         |                         |                         |                         |                         |                         |                         |                         |                                 | |

### Koncertalbumok
| Évszám | Albuminformáció | Legjobb listás helyezés | Legjobb listás helyezés | Legjobb listás helyezés | Legjobb listás helyezés | Legjobb listás helyezés | Legjobb listás helyezés | Legjobb listás helyezés | Legjobb listás helyezés | Legjobb listás helyezés | Legjobb listás helyezés | Eladott példányszám | Eladási minősítések |
| Évszám | Albuminformáció | US                      | AUS                     | CAN                     | FIN                     | GER                     | NOR                     | NZ                      | SWE                     | SWI                     | UK                      | Eladott példányszám | Eladási minősítések |
| --- | --- | ----------------------- | ----------------------- | ----------------------- | ----------------------- | ----------------------- | ----------------------- | ----------------------- | ----------------------- | ----------------------- | ----------------------- | ------------------- | --- |
| 1993 | Live Shit: Binge & Purge - Megjelenés: 1993. november 23. - Kiadó: Elektra                                                         | 26                      | 18                      | 40                      | —                       | 68                      | 32                      | —                       | —                       | —                       | 54                      |                     | |
| 1999 | S&M (Metallica & San Francisco Symphony) - Megjelenés: 1999. november 23. - Kiadó: Elektra                                         | 2                       | 1                       | 4                       | 2                       | 1                       | 1                       | 11                      | 1                       | 4                       | 33                      | - FIN: 22,831       | - RIAA: 6× platina - ARIA: platina - BPI: platina - BVMI: platina - IFPI FIN: arany - IFPI SWE: platina - IFPI SWI: 2× platina - MC: 3× platina - RMNZ: 2× platina |
| 2009 | Orgullo, Pasión, y Gloria: Tres Noches en la Ciudad de México - Megjelenés: 2009. november 30. - Kiadó: Universal                  | —                       | —                       | —                       | —                       | —                       | —                       | —                       | —                       | —                       | —                       |                     | |
| 2010 | The Big 4 – Live from Sofia, Bulgaria (Metallica, Slayer, Megadeth, Anthrax) - Megjelenés: 2010. november 2. - Kiadó: Warner Bros. | —                       | 71                      | —                       | 31                      | 59                      | —                       | —                       | —                       | 63                      | —                       |                     | |
| 2016 | Liberté, Égalité, Fraternité, Metallica! - Megjelenés: 2016. április 16. - Kiadó: Blackened                                        | —                       | —                       | —                       | —                       | —                       | —                       | —                       | —                       | —                       | —                       |                     | |
| 2020 | S&M2 - Megjelenés: 2020. augusztus 28. - Kiadó: Blackened                                                                          | 1                       | 1                       | 4                       | 3                       | 1                       | 6                       | 7                       | —                       | 2                       | 2                       |                     | |
| A "—" azt jelenti, hogy az album az adott országban nem került fel a lemezeladási listára, vagy nem került kiadásra. | |                         |                         |                         |                         |                         |                         |                         |                         |                         |                         |                     | |

### Feldolgozásalbumok
| Évszám | Albuminformáció                                               | Legjobb listás helyezés | Legjobb listás helyezés | Legjobb listás helyezés | Legjobb listás helyezés | Legjobb listás helyezés | Legjobb listás helyezés | Legjobb listás helyezés | Legjobb listás helyezés | Legjobb listás helyezés | Legjobb listás helyezés | Eladott példányszám                          | Eladási minősítések |
| Évszám | Albuminformáció                                               | US                      | AUS                     | CAN                     | FIN                     | GER                     | NOR                     | NZ                      | SWE                     | SWI                     | UK                      | Eladott példányszám                          | Eladási minősítések |
| --- | ------------------------------------------------------------- | ----------------------- | ----------------------- | ----------------------- | ----------------------- | ----------------------- | ----------------------- | ----------------------- | ----------------------- | ----------------------- | ----------------------- | -------------------------------------------- | --- |
| 1998 | Garage Inc. - Megjelenés: 1998. november 24. - Kiadó: Elektra | 2                       | 2                       | 3                       | 1                       | 1                       | 1                       | 3                       | 1                       | 10                      | 29                      | - US:5,000,000 - FIN: 27,446 - WW: 6,000,000 | - RIAA: 5× platina - ARIA: platina - BPI: arany - BVMI: arany - IFPI FIN: arany - IFPI NOR: arany - IFPI SWE: platina - IFPI SWI: arany - RMNZ: platina |
| A "—" azt jelenti, hogy az album az adott országban nem került fel a lemezeladási listára, vagy nem került kiadásra. |                                                               |                         |                         |                         |                         |                         |                         |                         |                         |                         |                         |                                              | |

### Együttműködések
| Évszám | Albuminformáció                                                                   | Legjobb listás helyezés | Legjobb listás helyezés | Legjobb listás helyezés | Legjobb listás helyezés | Legjobb listás helyezés | Legjobb listás helyezés | Legjobb listás helyezés | Legjobb listás helyezés | Legjobb listás helyezés | Legjobb listás helyezés | Eladott példányszám | Eladási minősítések |
| Évszám | Albuminformáció                                                                   | US                      | AUS                     | AUT                     | CAN                     | FIN                     | GER                     | NZ                      | SWE                     | SWI                     | UK                      | Eladott példányszám | Eladási minősítések |
| ------ | --------------------------------------------------------------------------------- | ----------------------- | ----------------------- | ----------------------- | ----------------------- | ----------------------- | ----------------------- | ----------------------- | ----------------------- | ----------------------- | ----------------------- | ------------------- | ------------------- |
| 2011   | Lulu (Metallica & Lou Reed) - Megjelenés: 2011. november 1. - Kiadó: Warner Bros. | 36                      | 33                      | 25                      | 16                      | 6                       | 11                      | 12                      | 9                       | 14                      | 26                      | - US: 16,000        |                     |

### Filmzene
| Évszám | Albuminformáció                                                                   | Legjobb listás helyezés | Legjobb listás helyezés | Legjobb listás helyezés | Legjobb listás helyezés | Legjobb listás helyezés | Legjobb listás helyezés | Legjobb listás helyezés | Legjobb listás helyezés | Legjobb listás helyezés | Legjobb listás helyezés |
| Évszám | Albuminformáció                                                                   | US                      | AUS                     | AUT                     | CAN                     | FIN                     | GER                     | NZ                      | SWE                     | SWI                     | UK                      |
| ------ | --------------------------------------------------------------------------------- | ----------------------- | ----------------------- | ----------------------- | ----------------------- | ----------------------- | ----------------------- | ----------------------- | ----------------------- | ----------------------- | ----------------------- |
| 2013   | Metallica Through the Never - Megjelenés: 2013. szeptember 24. - Kiadó: Blackened | 9                       | 16                      | 4                       | 9                       | 11                      | 6                       | 11                      | 30                      | 16                      | 36                      |

## Középlemezek
| Évszám | Albuminformáció                                                                 | Legjobb listás helyezés | Legjobb listás helyezés | Legjobb listás helyezés | Legjobb listás helyezés | Legjobb listás helyezés | Legjobb listás helyezés | Legjobb listás helyezés | Legjobb listás helyezés | Legjobb listás helyezés | Legjobb listás helyezés | Eladási minősítések         |
| Évszám | Albuminformáció                                                                 | US                      | AUS                     | AUT                     | CAN                     | FIN                     | GER                     | NZ                      | SPA                     | SWI                     | UK                      | Eladási minősítések         |
| --- | ------------------------------------------------------------------------------- | ----------------------- | ----------------------- | ----------------------- | ----------------------- | ----------------------- | ----------------------- | ----------------------- | ----------------------- | ----------------------- | ----------------------- | --------------------------- |
| 1987 | Garage Days Re-Revisited - Megjelenés: 1987. augusztus 21 - Kiadó: Elektra      | 28                      | 69                      | —                       | 40                      | —                       | 16                      | —                       | —                       | —                       | 27                      | - RIAA: platina - MC: arany |
| 2010 | Six Feet Down Under - Megjelenés: 2010. szeptember 20. - Kiadó: Universal       | —                       | 12                      | —                       | —                       | —                       | —                       | 6                       | —                       | —                       | —                       | - ARIA: arany               |
| 2010 | Six Feet Down Under Part II - Megjelenés: 2010. november 12. - Kiadó: Universal | —                       | 13                      | —                       | —                       | —                       | —                       | 20                      | —                       | —                       | —                       |                             |
| 2010 | Live at Grimey's - Megjelenés: 2010. november 26. - Kiadó: Universal            | —                       | —                       | —                       | —                       | —                       | —                       | —                       | —                       | —                       | —                       |                             |
| 2011 | Beyond Magnetic - Megjelenés: 2011. december 13. - Kiadó: Warner Bros.          | 29                      | 19                      | 30                      | 15                      | 2                       | 22                      | 22                      | 25                      | —                       | —                       |                             |
| A "—" azt jelenti, hogy az album az adott országban nem került fel a lemezeladási listára, vagy nem került kiadásra. |                                                                                 |                         |                         |                         |                         |                         |                         |                         |                         |                         |                         |                             |

## Kislemezek
| Cím | Évszám | Legjobb listás helyezés | Legjobb listás helyezés | Legjobb listás helyezés | Legjobb listás helyezés | Legjobb listás helyezés | Legjobb listás helyezés | Legjobb listás helyezés | Legjobb listás helyezés | Legjobb listás helyezés | Legjobb listás helyezés | Eladási minősítések                                             | Album                                            |
| Cím | Évszám | US                      | US Main. Rock           | AUS                     | GER                     | NLD                     | NOR                     | NZ                      | SWE                     | SWI                     | UK                      | Eladási minősítések                                             | Album                                            |
| --- | ------ | ----------------------- | ----------------------- | ----------------------- | ----------------------- | ----------------------- | ----------------------- | ----------------------- | ----------------------- | ----------------------- | ----------------------- | --------------------------------------------------------------- | ------------------------------------------------ |
| "Whiplash" | 1983   | —                       | —                       | —                       | —                       | —                       | —                       | —                       | —                       | —                       | —                       |                                                                 | Kill 'Em All                                     |
| "Jump in the Fire"                                                                                                   | 1984   | —                       | —                       | —                       | —                       | —                       | —                       | 30                      | —                       | —                       | —                       |                                                                 | Kill 'Em All                                     |
| "Creeping Death" | 1984   | —                       | —                       | —                       | —                       | —                       | —                       | —                       | —                       | —                       | —                       |                                                                 | Ride the Lightning                               |
| "Master of Puppets"                                                                                                  | 1986   | —                       | —                       | —                       | —                       | —                       | —                       | —                       | —                       | —                       | —                       | - RIAA: arany                                                   | Master of Puppets                                |
| "Harvester of Sorrow"                                                                                                | 1988   | —                       | —                       | 100                     | —                       | —                       | —                       | 30                      | —                       | —                       | 20                      |                                                                 | ...And Justice for All                           |
| "Eye of the Beholder"                                                                                                | 1988   | —                       | —                       | —                       | —                       | —                       | —                       | —                       | —                       | —                       | —                       |                                                                 | ...And Justice for All                           |
| "One" | 1989   | 35                      | 46                      | 5                       | 31                      | 3                       | 4                       | 13                      | 3                       | 22                      | 13                      | - RIAA: arany - ARIA: arany                                     | ...And Justice for All                           |
| "Enter Sandman" | 1991   | 16                      | 10                      | 10                      | 9                       | 10                      | 2                       | 8                       | 14                      | 11                      | 5                       | - RIAA: platina - ARIA: arany - BPI: ezüst                      | Metallica                                        |
| "The Unforgiven" | 1991   | 35                      | 10                      | 10                      | 47                      | 25                      | —                       | 24                      | 32                      | —                       | 15                      | - RIAA: arany - ARIA: arany                                     | Metallica                                        |
| "Nothing Else Matters"                                                                                               | 1992   | 34                      | 11                      | 8                       | 9                       | 4                       | 3                       | 11                      | 12                      | 5                       | 6                       | - RIAA: arany - ARIA: arany - BPI: ezüst - IFPI SWE: arany      | Metallica                                        |
| "Wherever I May Roam"                                                                                                | 1992   | 82                      | 25                      | 14                      | 30                      | 22                      | 2                       | 8                       | 28                      | —                       | 25                      |                                                                 | Metallica                                        |
| "Sad but True" | 1993   | 98                      | 15                      | 48                      | 42                      | 10                      | 5                       | 42                      | 31                      | —                       | 20                      |                                                                 | Metallica                                        |
| "Until It Sleeps" | 1996   | 10                      | 1                       | 1                       | 15                      | 5                       | 2                       | 11                      | 1                       | 22                      | 5                       | - RIAA: arany - ARIA: arany - IFPI NOR: arany - IFPI SWE: arany | Load                                             |
| "Hero of the Day" | 1996   | 60                      | 1                       | 2                       | 39                      | 25                      | 8                       | 21                      | 10                      | —                       | 17                      | - ARIA: arany                                                   | Load                                             |
| "Mama Said" | 1996   | —                       | —                       | 24                      | —                       | 58                      | 13                      | —                       | 24                      | —                       | 19                      |                                                                 | Load                                             |
| "King Nothing" | 1997   | 90                      | 6                       | —                       | —                       | —                       | —                       | —                       | —                       | —                       | —                       |                                                                 | Load                                             |
| "The Memory Remains"                                                                                                 | 1997   | 28                      | 3                       | 6                       | 20                      | 15                      | 3                       | 23                      | 4                       | 30                      | 13                      | - ARIA: arany                                                   | Reload                                           |
| "The Unforgiven II"                                                                                                  | 1998   | 59                      | 2                       | 9                       | 23                      | 16                      | 8                       | 22                      | 8                       | —                       | 15                      | - ARIA: arany                                                   | Reload                                           |
| "Fuel" | 1998   | —                       | 6                       | 2                       | 57                      | 53                      | —                       | 35                      | 49                      | —                       | 31                      | - ARIA: arany                                                   | Reload                                           |
| "Turn the Page" | 1998   | 102                     | 1                       | 11                      | 23                      | 42                      | 11                      | 22                      | 13                      | —                       | —                       | - ARIA: arany - IFPI SWE: arany                                 | Garage Inc.                                      |
| "Whiskey in the Jar"                                                                                                 | 1999   | —                       | 4                       | 14                      | 23                      | 47                      | 4                       | 41                      | 15                      | 55                      | 29                      | - IFPI NOR: arany - IFPI SWE: arany                             | Garage Inc.                                      |
| "Die, Die My Darling"                                                                                                | 1999   | —                       | 26                      | 82                      | —                       | —                       | —                       | —                       | —                       | —                       | —                       |                                                                 | Garage Inc.                                      |
| "Nothing Else Matters '99" (symphonic)                                                                               | 1999   | —                       | —                       | 28                      | 2                       | 3                       | —                       | —                       | —                       | 4                       | —                       |                                                                 | S&M                                              |
| "No Leaf Clover" (symphonic)                                                                                         | 1999   | 74                      | 1                       | 41                      | 40                      | 41                      | 9                       | —                       | 50                      | 99                      | —                       |                                                                 | S&M                                              |
| "I Disappear" | 2000   | 76                      | 1                       | —                       | 14                      | 36                      | 8                       | —                       | 25                      | 20                      | 35                      | - IFPI SWE: arany                                               | Music from and Inspired by Mission: Impossible 2 |
| "St. Anger" | 2003   | —                       | 2                       | 15                      | 15                      | 12                      | 6                       | 38                      | 9                       | 28                      | 9                       | - ARIA: arany                                                   | St. Anger                                        |
| "Frantic" | 2003   | —                       | 21                      | 22                      | 21                      | 22                      | 5                       | 23                      | 13                      | 57                      | 16                      |                                                                 | St. Anger                                        |
| "The Unnamed Feeling"                                                                                                | 2004   | —                       | 28                      | 23                      | 24                      | 20                      | 10                      | —                       | 37                      | 47                      | 42                      |                                                                 | St. Anger                                        |
| "Some Kind of Monster"                                                                                               | 2004   | —                       | 19                      | —                       | 65                      | —                       | —                       | —                       | —                       | —                       | —                       |                                                                 | St. Anger                                        |
| "The Day That Never Comes"                                                                                           | 2008   | 31                      | 1                       | 18                      | —                       | 20                      | 1                       | 14                      | 3                       | 32                      | 19                      | - RIAA: arany                                                   | Death Magnetic                                   |
| "My Apocalypse" | 2008   | 67                      | 38                      | 38                      | —                       | 33                      | 9                       | —                       | 15                      | —                       | 51                      |                                                                 | Death Magnetic                                   |
| "Cyanide" | 2008   | 50                      | 1                       | 48                      | —                       | —                       | 15                      | —                       | 14                      | —                       | 48                      |                                                                 | Death Magnetic                                   |
| "The Judas Kiss" | 2008   | —                       | —                       | —                       | —                       | —                       | 13                      | —                       | 44                      | —                       | 79                      |                                                                 | Death Magnetic                                   |
| "All Nightmare Long"                                                                                                 | 2008   | —                       | 9                       | 90                      | 15                      | 7                       | —                       | —                       | 44                      | —                       | —                       |                                                                 | Death Magnetic                                   |
| "Broken, Beat & Scarred"                                                                                             | 2009   | —                       | 15                      | 75                      | 35                      | 25                      | —                       | —                       | —                       | —                       | —                       |                                                                 | Death Magnetic                                   |
| "The View" (feat. Lou Reed)                                                                                          | 2011   | —                       | —                       | —                       | —                       | —                       | —                       | —                       | —                       | —                       | —                       |                                                                 | Lulu                                             |
| "Lords of Summer" | 2014   | —                       | —                       | —                       | —                       | —                       | —                       | —                       | —                       | —                       | —                       |                                                                 | nem album dal                                    |
| "Hardwired" | 2016   | —                       | 1                       | 70                      | —                       | —                       | —                       | —                       | 72                      | —                       | 186                     |                                                                 | Hardwired... to Self-Destruct                    |
| "Moth into Flame" | 2016   | —                       | 5                       | —                       | —                       | —                       | —                       | —                       | 91                      | —                       | —                       |                                                                 | Hardwired... to Self-Destruct                    |
| "Atlas, Rise!" | 2016   | —                       | 1                       | —                       | 100                     | —                       | —                       | —                       | 87                      | —                       | —                       |                                                                 | Hardwired... to Self-Destruct                    |
| "Now That We're Dead"                                                                                                | 2017   | —                       | 7                       | —                       | —                       | —                       | —                       | —                       | 69                      | —                       | —                       |                                                                 | Hardwired... to Self-Destruct                    |
| A "—" azt jelenti, hogy az album az adott országban nem került fel a lemezeladási listára, vagy nem került kiadásra. |        |                         |                         |                         |                         |                         |                         |                         |                         |                         |                         |                                                                 |                                                  |

## Videók
- Cliff 'em All (1987. december 4.)
- 2 of One (1989. június 20.)
- A Year and a Half in the Life of Metallica (1992. november 17.)
- Live Shit: Binge & Purge (1993. november 23.)
- Cunning Stunts (1998. december 8.)
- S&M (1999. november 23.)
- Classic Album (2001. november 6.)
- Some Kind of Monster (2005. január 25.)
- The Videos 1989-2004 (2006. december 4.)
- Français Pour Une Nuit - Nîmes Live (2009. november 23.)
- Orgullo, Pasión Y Gloria - Tres Noches En La Ciudad De México (2009. november 30.)
- S&M2 (2020. augusztus 28.)

## Külső hivatkozások
- Hivatalos oldal (angolul)
- Metallica az Allmusic Guide oldalon (angolul)